# Placer sangriento
Placer sangriento  es una película argentina de terror de 1967 dirigida por Emilio Vieyra y protagonizada por Alberto Candeau, Eduardo Muñoz, Ricardo Bauleo y Mauricio De Ferraris. Fue escrita por Vieyra sobre un argumento de Antonio Rosso. El film en blanco y negro se estrenó el 22 de noviembre de 1967. En Estados Unidos fue exhibida con dos títulos diferentes: The deadly organ (El órgano mortal) y Fist of Flesh (Puño de carne).

## Sinopsis
Jóvenes hermosas aparecen muertas con pinchazos en los brazos en un pueblo de la costa. El autor de los hechos usa una máscara monstruosa y toca un órgano todas las noches.

## Producción
El filme de bajo presupuesto fue rodado en pocos días en Punta Ballena (Uruguay, donde se integró una serie de películas de cine latino preparado especialmente para el mercado estadounidense. Para este último la compañía distribuidora Jeraid Intrator hizo el doblaje al inglés y le agregó escenas de sexo, cuya filmación había ocasionado que tanto Vieyra como Gloria Prat fueran procesados –sin consecuencia alguna- en Argentina.

## Reparto
- Alberto Candeau…Dr. Bermúdez
- Eduardo Muñoz…Policía
- Ricardo Bauleo…Silvio Valverde
- Mauricio De Ferraris…Inspector Ernesto Lauría
- Susana Beltrán …Luisa
- Gloria Prat…Laura "Beba" Villegas
- Emilio Vieyra…Cameo
- Blanca Burgueño
- Justin Martín
- Walter Kliche…Ricci
- Ana María Casó …Lesbiana
- Greta Williams
- José Orange
- Carlos Pacheco
- Miguel Ángel Olmos
- Mariela Albano
- Enrique Labat
- Cristina Sisniega
- Héctor Spinelli
- Micha Ibarra

## Recepción crítica
Durante la época del estreno de Placer sangriento los comentarios de la crítica fueron mayormente negativos:
El Cronista Comercial afirmó en su crítica:

”Refinada tortura para la platea. Placer sangriento…fue sin duda lo que sintió el director…al proponerse martirizar de manera tan cruel al espectador…derroche de idioteces…frustrada vocación (de Vieyra) de pornógrafo”.

La Nación dijo:

”Maltratan a un émulo de Frankenstein. Hoy los monstruos atraviesan una etapa de decadencia.”

Por su parte, Manrupe y Portela escriben:

”Un gran ejemplo de comedia no intencional, cine lisérgico, y como si fuera poco, Ricardo Bauleo canta un bolero.”.